# Propagação de radiofrequência

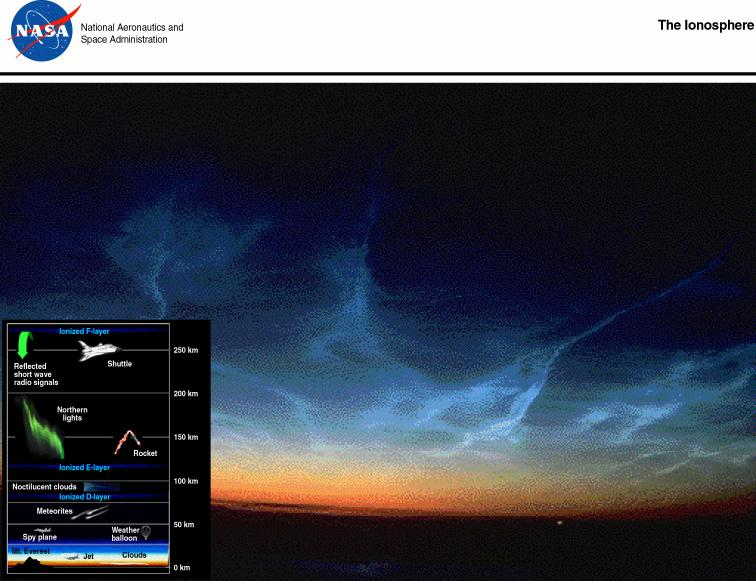
A propagação de radiofrequência na Terra é influenciada pela Ionosfera, é nela que ocorre grande parte dos fenômenos relacionados.

Propagação de radiofrequência é o modo pelo qual as ondas de rádio se deslocam entre duas posições distintas.

## Classificação
A propagação da radiofrequência pode ser direta ou indireta.
- Direta: quando o receptor enxerga o transmissor em qualquer ambiente, meio, no vácuo, ou em ambos. (ver Linha de visada).
- Indireta, pode ser por diversas vias: Refração, reflexão ou condução, entre outras.

A propagação de radiofrequência pode ocorrer nos meios físicos sólido, líquido, gasoso, no vácuo e no plasma.

## Definição
A Propagação é um modo de transmissão da energia. Esta pode ser propagação luminosa, propagação sonora ou propagação térmica através dos meios líquido, sólido, gasoso, vácuo ou plasma. 
Na energia eletromagnética estão incluídas as ondas de rádio, que podem ser as ondas do espectro eletromagnético que compreendem radiações cuja frequência varia de alguns hertz até muitos GHz, ou de alguns quilômetros até cerca de comprimentos de onda milimétricos.
Via Ionosfera,  está intimamente ligada ao número de manchas solares. As áreas ao redor das manchas emitem grandes quantidades de radiação ionizada – radiação ultravioleta extrema e Raios X. 

### As manchas solares e a propagação de radiofrequência
O aumento de manchas solares, está intimamente ligado à melhora da propagação a nível planetário. Nas épocas de maior atividade solar, são emitidas maiores quantidades de partículas pelo astro rei, que saturam a ionosfera terrestre ionicamente.

## As ondas de rádio e as partículas
As ondas de rádio viajam ( refletem, refratam ou simplesmente propagam ) através das partículas no meio ionosférico, que formam verdadeiras nuvens de íons, quanto mais carregadas estas nuvens, maior a condutividade do meio, portanto, aumenta interação entre partículas, e a propagação nas bandas de Ondas Curtas de Radiofrequência ou Alta frequência (HF) pode vir a receber alterações substanciais. O número de manchas é calculado pela sua contagem na superfície visível do sol.

## A monitoração do Sol
As observações solares incluem a monitoração do fluxo solar na faixa de 10,7 cm, ou seja , o índice Boulder A e o índice Boulder K . Verificar as condições nos sites da Internet pode nos dar exatamente os índices em tempo real.
O fluxo solar em 10,7 cm é essencialmente a medida da radiação térmica do sol, que contribui no processo de ionização. Este fluxo é medido em muitos quadrantes da terra.
No observatório localizado em Penticton , Colúmbia Britânica é usada uma antena direcional apontada para o sol, conectada a um receptor sintonizado em 2,8 GHz, ou 10,7 cm, que após a observação por um ano, nos dará a média de manchas solares, que é chamada de número plano de spots , SSN . 
Quanto mais alto o número plano, melhores condições de propagação. Este número é conhecido como SFI ( Solar Flux Index ) seu aumento é benéfico para a propagação de ondas de rádio no planeta. 

## Solar Flares
Outra atividade solar de interesse astronômico, é chamada de Solar Flares, (dilatação solar) e Solar Holes (buracos solares), esses eventos emitem alta energia de prótons e raios X, causando aumento significativo na velocidade do vento solar . Os prótons podem causar a coroa polar e absorção de ondas de rádio e energia eletromagnética em altas latitudes . Os raios-x podem causar black-out nas comunicações via ionosfera, inclusive via satélite, fechamento de propagação em todas as bandas de comunicação, alterações no nível de ruído térmico em altas frequências no lado diurno da terra pelo aumento da absorção na região D . 

## Vento solar e os índices solares

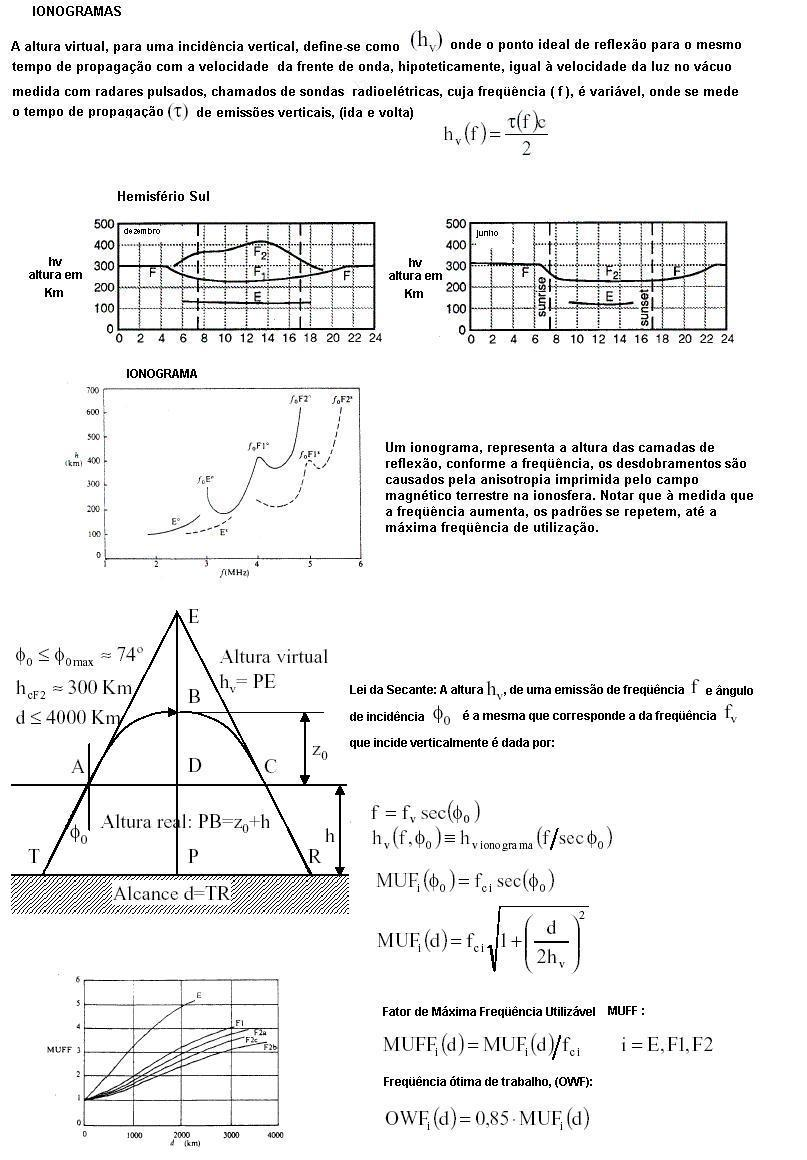
Esquema de procedimentos para levantamento de ionogramas através da reflexão ionosférica utilizando ionossondas

O aumento da velocidade do vento solar, resulta em tempestades geomagnéticas que geralmente tendem a piorar os números MUF ( Máxima frequência utilizável ) degenerando as comunicações planetárias em altas frequências, HF. 
O índice A é a média quantitativa medida da atividade geomagnética derivada de uma série de medidas físicas . 
O índice Boulder A anunciado na W1AW e na Internet, é por natureza linear e tem uma escala entre 0 e 400, é o índice A das últimas 24 horas que é derivado do índice K das últimas 3 horas gravado em Boulder no estado do Colorado . O índice K é logarítmico em sua natureza e tem uma escala de 0 a 9, é o resultado das medidas das últimas 3 horas magnetométricas medidas, comparadas com o campo geomagnético orientado e sua intensidade que são obtidos sob condições geomagnéticas calmas.

## A atividade geomagnética
É adequado dizer-se que a atividade geomagnética, tempestades solares, raios – X , Flares ( dilatações solares ) Tc , podem causar uma reação adversa na propagação. 
O índice A nos mostra a Estabilidade Geomagnética. Magnetômetros ao redor do Planeta Terra são usados para gerar o número chamado Índice Planetário K . Qualquer alteração no índice K é significativa. O índice K lido abaixo de 3 geralmente indica na média, condições boas e estáveis . Qualquer número acima de 3 indica absorção nas ondas de rádio nas camadas altas. A cada ponto, refletem-se mudanças nas condições. Geralmente as medidas mais elevadas são encontradas nas altas latitudes do globo terrestre.  Se altos valores de A e K são medidos, é causa dos efeitos da instabilidade geomagnética que tendem a ser mais concentradas nas regiões polares. 

## SFI e as classificações A e K
Para SFI mais alto e os números A e K mais baixos, temos geralmente melhores condições em faixas altas. 
O índice A deverá preferencialmente estar abaixo de 14, e a atividade solar baixa ou moderada. Se o índice A declina abaixo de 7 por alguns dias, na tabela, e o SFI, Solar Flux Index é alto, a propagação intercontinental abrirá, e serão feitos muitos contados DX. 
Pode-se escutar o SFI e os índices A e K na WWV a 45 minutos de cada hora, nas frequências de 5, 10, e 15 MHz . Ou Observar nos sites específicos da internet. 

### A classificação do índice K
K0 = Inativo 
K1 = Muito quieto 
K2 = Quieto 
K3 = Incerto 
K4 = Ativo 
K5 = Tempestade menor 
K6 = Tempestade maior 
K7 = Tempestade severa 
K8 = Tempestade muito severa 
K9 = Tempestade extremamente severa 

### A classificação do índice A
A 0 - A7 = Quieto 
A8 - A15 = Incerto 
A16 - A29 = Ativo 
A30 - A49 = Tempestade menor 
A50 - A99 = Tempestade maior 
A100 – A400 = Tempestade severa